# Giufà
Giufà, Giuca o Vardiello, aquest últim a la Campània -es troba a Lo cunto de li cunti de Giambattista Basile-, és un personatge de ficció en la tradició oral popular de Sicília i judeocastellà.

## Història

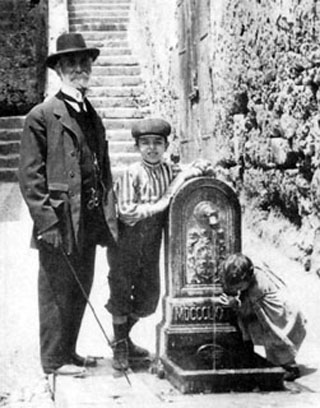
Giuseppe Pitrè

A la literatura escrita apareix al treball de Giuseppe Pitrè (1841-1916), cèlebre estudiós del folklore i les tradicions populars sicilianes, entre el final del segle xix i principis del segle xx, que va recopilar els contes populars repartits a diverses parts de Sicília. La seva aparició en la tradició escrita que es remunta almenys a 1845, quan el personatge s'atesta en una adaptació de la llengua italiana en una història de Venerando Gangi (1748-1816), faulista sicilià.
Segons Italo Calvino i Leonardo Sciascia, el personatge s'hauria desenvolupat a partir d'històries sobre Nasreddín, famós a la tradició popular àrab, possiblement en el moment en què l'illa de Sicília es trobava sota el domini musulmà entre els segles IX al XI, les històries sobre Nasreddín van ser absorbides per la tradició oral de Sicília abans de ser transformades per il·lustrar les normes culturals, i amb el temps passen a transmetre's a través de tot el sud d'Itàlia.

### Tradició siciliana
Giufà és un personatge absolutament sense cap mena de malícia i de maldat, crèdul, presa fàcil per als lladres i estafadors de tota classe. A la seva vida serà fàcilment robat: una olla, un porc, un pollastre rostit, un ase, una gallina i un gall dindi. La hiperbòlica trama descrita per Pitrè s'inspira en la veritable recurrent al camp de Palerm, quan els lladres acostumaven a fer als nois seductores promeses –que mai van mantenir– per tal d'obtenir viandes a canvi, excloses de la casa dels seus pares. Un exemple típic de la bogeria del nostre heroi es troba a l'episodi Giufà tirati la porta en la qual la seva mare li recorda: «Quan surtis, tira cap a endins la porta» en el sentit de «tanca la porta». Però el jove prent literalment la invitació i, en lloc de tancar la porta, la destrueix i la hi porta a la taula. Giufà és un nen, molt ignorant, que s'expressa per frases que sap solament per una certa tradició oral impartida a ell per la seva mare. A les seves aventures sovint cau en problemes, però gairebé sempre surt indemne. Giufà viu al dia, de manera despreocupada i oblidat del món extern que l'envolta. El personatge creat en clau còmica com una caricatura de tots els nens sicilians, amb les seves increïbles històries de mala sort, l'estupidesa i la saviesa, però també té el gran mèrit de fer conèixer més de prop la cultura dominant a Sicília entre el final del segle xix i principis del xx.

### Tradició judeocastellà
A la trama judeocastellà és un tipus intel·ligent i estúpid, crèdul i incrèdul, honest i deshonest, trist i feliç, ric i pobre, creient i ateu. Es troba en cada situació possible: realista, fantàstica, absurda. No sap fins i tot comprar un tomàquet, però sap com vendre una ovella lletja i prima a un preu fabulós. Ell és el fill d'un ric, però ni tan sols es vesteix amb una camisa. No n'hi ha res a menjar, però alimenta els qui tenen fam. En resum, és un assaig, però d'una saviesa que no es reconeix a primera vista. Giufà també encarna les convencions rebels socials, el comodí que es burla de tot i de tots, que es burla de l'autoritat, la por, la mort mateixa; i en aquesta la seva incontenible provocació de pallasso hi és la força de l'efecte catàrtic dels seus relats.

## Llista dels episodis on Giufà és protagonista
- Il barbiere maldestro
- Giufà, tirati la porta!
- Giufà, la moglie e l'asino
- Giufà e il chiodo
- Giufà acquista il suo asino
- Giufà al mercato
- Giufà e i due briganti
- Giufà e i tre monaci
- Giufà e il principe poeta
- Giufà e la luna
- Giufà e la marmitta
- Giufà e la pentola in prestito
- Giufà e la statua di jissu
- Giufà e la sua tomba
- Giufà e le stelle
- Giufà e le uova
- Giufà e l'uomo asino
- Giufà fa il medico
- Giufà pittore di leoni
- Giufà venditore di seta
- L'asino di Giufà
- Le domande dei tre saggi
- Le uova
- Giufà e la giustizia
- Il suo asino contraddice Giufà
- Giufà e la chiave della cassaforte
- Giufà e la pezza di tila
- Giufà e il profumo dell'arrosto
- Giufà, il cristiano e l'ebreo
- Giufà e il secchio
- Giufà e l'otre